# Nomada festiva
Nomada festiva là một loài Hymenoptera trong họ Apidae. Loài này được Cresson mô tả khoa học năm 1863.